# Gus Bilirakis
Gus Michael Bilirakis (Gainesville, 8 febbraio 1963) è un politico e avvocato statunitense, membro della Camera dei Rappresentanti per lo stato della Florida.

## Biografia
Discendente da una famiglia greca, Bilirakis è figlio dell'ex deputato repubblicano Michael Bilirakis.
Dopo la laurea in legge Bilirakis svolse la professione di avvocato, finché nel 1998 venne eletto alla Camera dei Rappresentanti della Florida. Vi rimase fino al 2006, anno in cui si candidò per il seggio della Camera dei Rappresentanti lasciato vacante dal padre. Bilirakis vinse le elezioni e venne riconfermato anche negli anni seguenti.